# Cerașu (gmina)
Cerașu – gmina w Rumunii, w okręgu Prahova. Obejmuje miejscowości Cerașu, Slon, Valea Borului, Valea Brădetului, Valea Lespezii i Valea Tocii. W 2011 roku liczyła 4628 mieszkańców.